# Nguyễn Quốc Cường (chính khách, sinh năm 1952)
Nguyễn Quốc Cường (sinh năm 1952) là chính khách Việt Nam. Ông từng là Ủy viên Ban Chấp hành Trung ương Đảng Cộng sản Việt Nam khóa IX, X, XI, Chủ tịch Hội Nông dân Việt Nam, nguyên Đại biểu Quốc hội khóa XII, XIII, nguyên Bí thư Tỉnh ủy, Chủ tịch Hội đồng nhân dân tỉnh Bắc Giang.

## Thân thế và sự nghiệp
Ông có bằng kỹ sư thủy lợi tại Đại học Thủy lợi Hà Nội năm 1983 sau khi tham gia quân ngũ tại chiến trường B2 từ 1970 đến 1976. Ông công tác tại tỉnh Bắc Giang từ sau khi tốt nghiệp đại học và lần lượt trải qua các chức vụ từ chuyên viên Văn phòng Tỉnh ủy, đến Bí thư Huyện ủy, Phó Bí thư rồi Bí thư Tỉnh ủy Bắc Giang cho đến tháng 02 năm 2005. Ông được Trung ương điều ra Hà Nội giữ chức vụ Trưởng ban Tài chính Quản trị Trung ương từ tháng 3 năm 2005 và sau đó là Chủ tịch Hội Nông dân Việt Nam (Khóa V, VI) từ tháng 02 năm 2007 đến ngày 21 tháng 4 năm 2016.
Ông đã từng học tại Trường Đảng Cao cấp Matxcơva (Liên Xô cũ) trong thời gian ba năm, từ 1987 đến 1990.
Ông là Ủy viên Trung ương Đảng Cộng sản Việt Nam các khóa IX, X, XI.

## Gia đình
Ông có vợ là người cùng quê Hiệp Hòa và ba cô con gái. Cha ông được biết đến là một trong những cán bộ tiền khởi nghĩa tỉnh Hà Bắc (cũ).